# Karl Schmid
Karl Schmid (Zurigo, 10 maggio 1914 – Zurigo, 13 agosto 1998) è stato un artista svizzero attivo dagli anni '30 agli anni '90 del XX secolo.
Fu pittore, scultore, incisore, illustratore, grafico e insegnante.

## Biografia

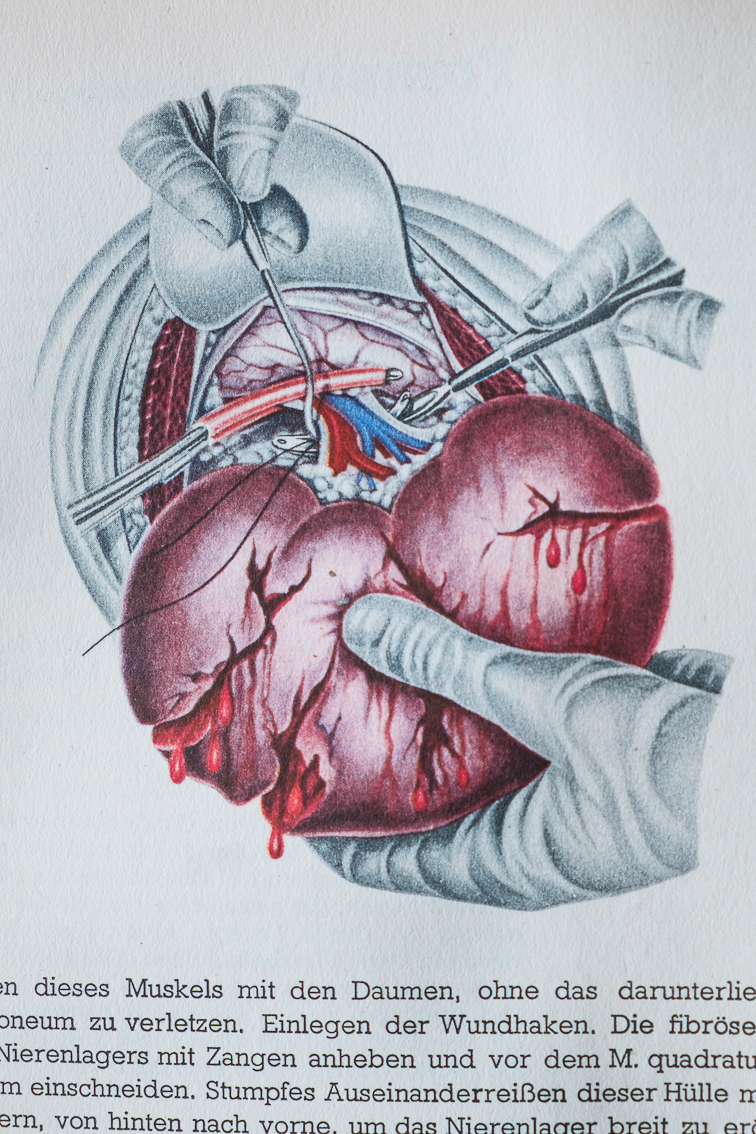
K.Schmid Illustrazione scientifica anni quaranta - Riproduzione tratta da Aide-mémoire d’interventions urgentes “Siegfried” par le Prof. Charles Perret, Montreux, 1947

Karl Schmid nasce a Zurigo. Il padre, di origini ebraiche, muore nella prima guerra mondiale. La madre, rimasta in condizioni di estrema povertà, soffre di epilessia e schizofrenia; ad ogni suo ricovero Karl viene mandato in orfanotrofio, dove trascorre l’infanzia e parte dell’adolescenza.
Sogna di diventare medico chirurgo, ma dimostra anche una passione nello scolpire il legno, perciò viene indirizzato a svolgere un apprendistato come ebanista e falegname. Questa formazione artigianale sarà determinante per tutta la sua opera. Frequenta un liceo serale e alcuni corsi di perfezionamento presso la Scuola di Arti e Mestieri. Karl trascorre parte del suo tempo libero nella biblioteca pubblica di Zurigo, dove legge di tutto, con una predilezione per la letteratura e, soprattutto, per l'arte. Durante gli anni della sua formazione conosce artisti come Oskar Kokoschka e Ernst Ludwig Kirchner.
L'incontro fra Schmid e Kirchner avviene a Davos, in un sanatorio per la tubercolosi, malattia di cui soffrono entrambi. “…La loro comune sofferenza per la stessa malattia, ma ancor più il loro comune entusiasmo per un nuovo concetto espressivo dell'arte, li ha avvicinati, e si è sviluppata rapidamente una profonda amicizia".
Nel 1932 Karl frequenta come uditore le lezioni di Paul Clairmont, professore di chirurgia all'Università di Zurigo. Clairmont nota il giovane che disegna concentrato nell'aula, apprezza il suo lavoro e lo assume come illustratore di chirurgia, il primo dell'Università di Zurigo. Dal 1932 al 1941 realizza illustrazioni per pubblicazioni scientifiche.
Sposa la Dott.ssa Erika Bilfinger, (medico psichiatra). Dal matrimonio nascono due figli.
I disegni scientifici attirano l'attenzione di Walter Gropius, uno dei co-fondatori della Bauhaus che invita Karl Schmid in America per insegnare alla Graduate School of Design di Harvard. 
Sempre tramite Gropius, riceve una proposta dalla Disney come illustratore per un film d’animazione. Ogni volta declinerà l’invito per motivi di famiglia.
Gropius presenta Karl Schmid a Johannes Itten, direttore della Zürcher Kunstgewerbeschule - Scuola di Arti Applicate di Zurigo (oggi Università delle Arti di Zurigo). Itten lo vuole assumere come insegnante. 
Nel 1944 Karl Schmid fonda la classe di disegno scientifico, una delle prime del suo genere, dove insegnerà fino al 1971.

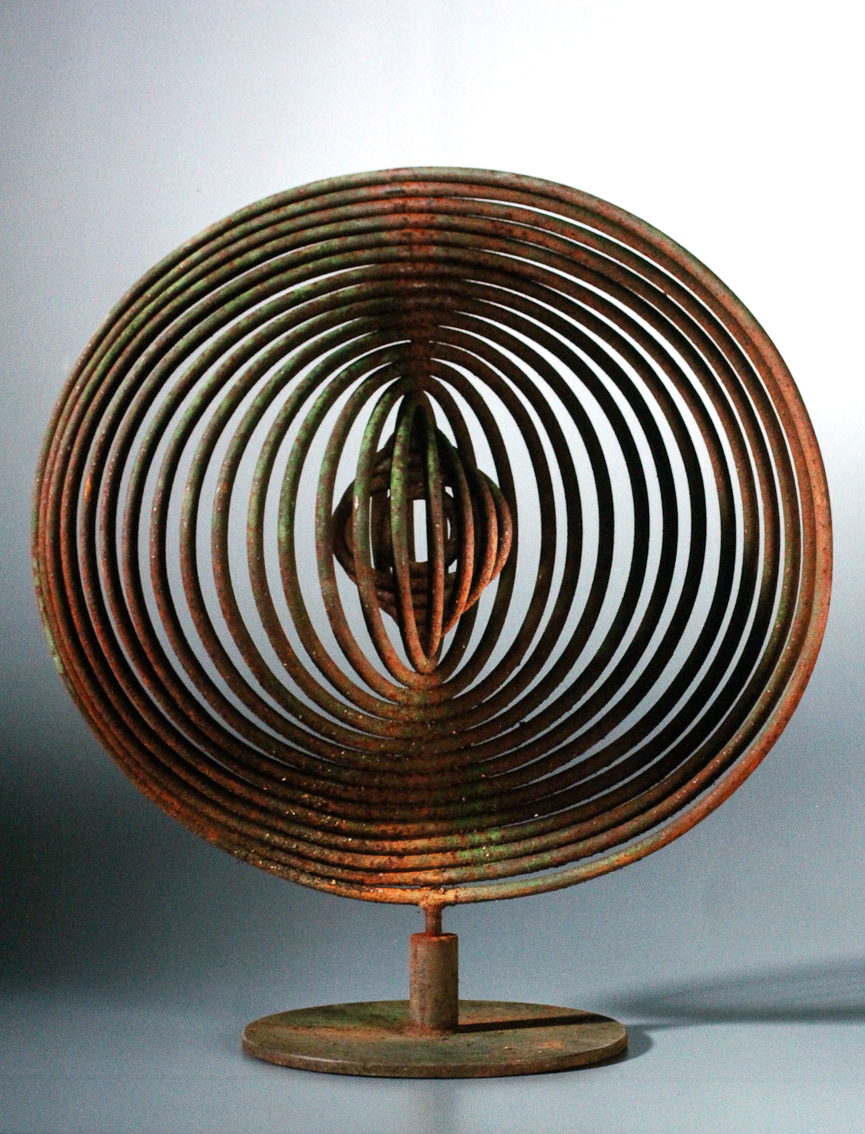
K. Schmid - Senza titolo (anni ’70) – Scultura in ferro ossidato, 145 x 45 cm

Karl si trasferisce con la famiglia nel quartiere Seefeld di Zurigo. Grazie al reddito sicuro della scuola, ora può permettersi di avere il suo primo vero studio nell'ex scuderia di Villa Herold, nella Klausstrasse.
Nella primavera del 1944 Karl Schmid incontra per la prima volta Hans Arp a Zurigo, in casa di amici e collezionisti d’arte. All’epoca Arp soffriva per la scomparsa della prima moglie, Sophie Taeuber-Arp, morta un anno prima per un incidente in casa di Max Bill, dove erano entrambi ospiti.
In seguito, Max Bill accompagnerà Arp nello studio di Schmid, nel tentativo di aiutare l’amico a superare la depressione attraverso nuovi progetti artistici. Da allora, tra Schmid e Arp si instaura un rapporto di amicizia e collaborazione che durerà per tutta la vita. Schmid preparerà per Arp rilievi in legno, xilografie e il libro d’artista Elemente (Elementi).
Nel 1956 viene affidato a Karl Schmid anche un corso preparatorio alla Scuola di Arti Applicate: la Vorbereitungsklasse.
Nel 1962 si trasferisce nella casa-studio di Gockhausen. Nello studio organizza un ambiente diverso per ogni lavorazione: pittura, scultura in legno, tecniche d’incisione, perfino un laboratorio da fabbro, dove realizzerà gran parte delle sue opere in ferro e bronzo degli anni ’70 e ‘80.
L’unica sua mostra antologica ha luogo nel 1965 alla Helmhaus ed espone le sue opere insieme a quelle dei suoi studenti: "Karl Schmid und seine Schuler" (Karl Schmid e i suoi allievi).
Dagli anni sessanta in poi riceve molte commissioni nel campo degli interventi artistici per l'architettura. Realizza opere murali in scuole, edifici pubblici e privati nei Cantoni di Zurigo, Zugo, Grigioni e Ticino.
Nel 1971, a 57 anni, si ritira in anticipo dall'insegnamento: la malattia di cui soffre da tempo si aggrava ma non smetterà mai di produrre una grande quantità di lavori, incluse le opere murali per l’architettura. 
Nell'ultima parte della sua vita, Karl si isolerà sempre di più: 
“…Infine, i lunghi anni in cui si ritirò da tutti i suoi amici per compiere la sua missione artistica, che lo hanno portato a una solitudine senza limiti.”
Karl Schmid muore il 13 agosto 1998 all'ospedale Neumünster di Zurigo. Viene sepolto nel cimitero di Friedhof Uetliberg.

## Produzione artistica

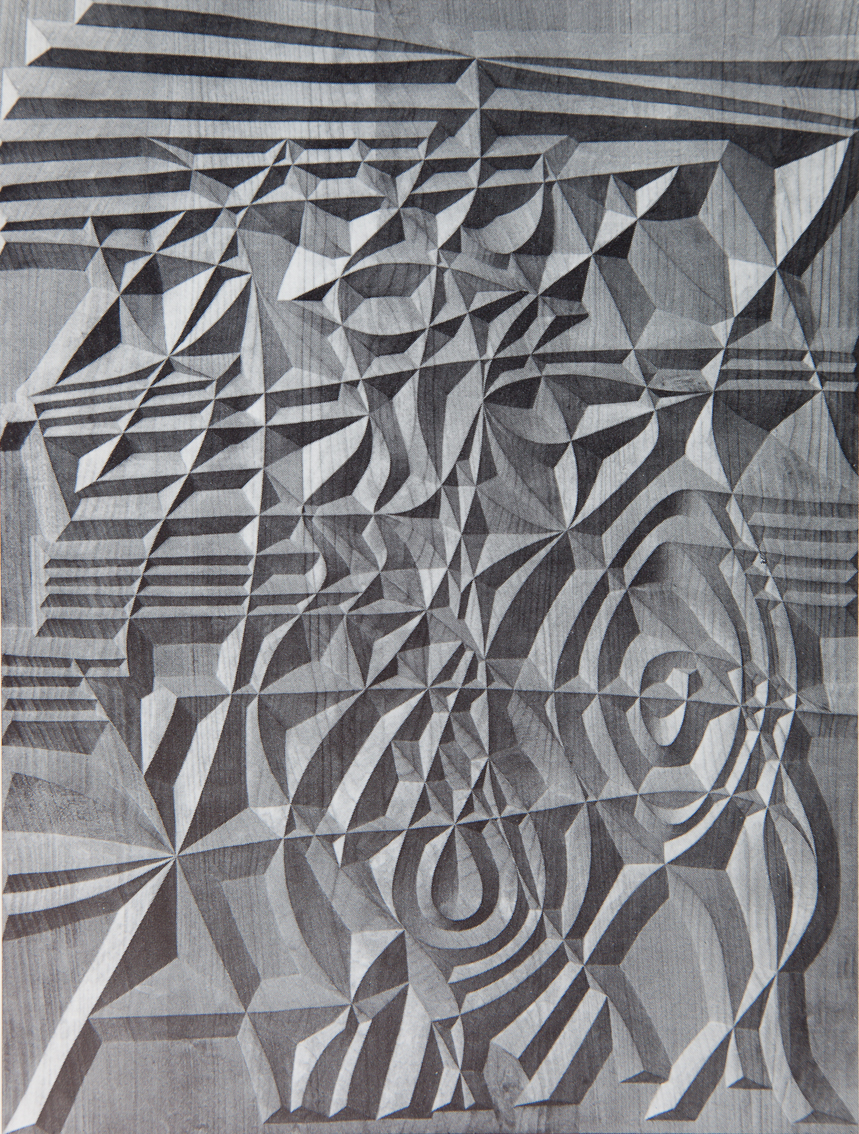
K.Schmid Die LustmÅhle im Kanton Aargau - “Il mulino del piacere nel cantone Argovia”, (anni ’60) - Rilievo in legno di ciliegio

L'opera di Karl Schmid è costituita da disegni, litografie, xilografie, stampe su tessuto, dipinti ad olio, aquarelli, arazzi, bassorilievi, sculture in legno, pietra e ferro, pitture murarie e rilievi per l'architettura.

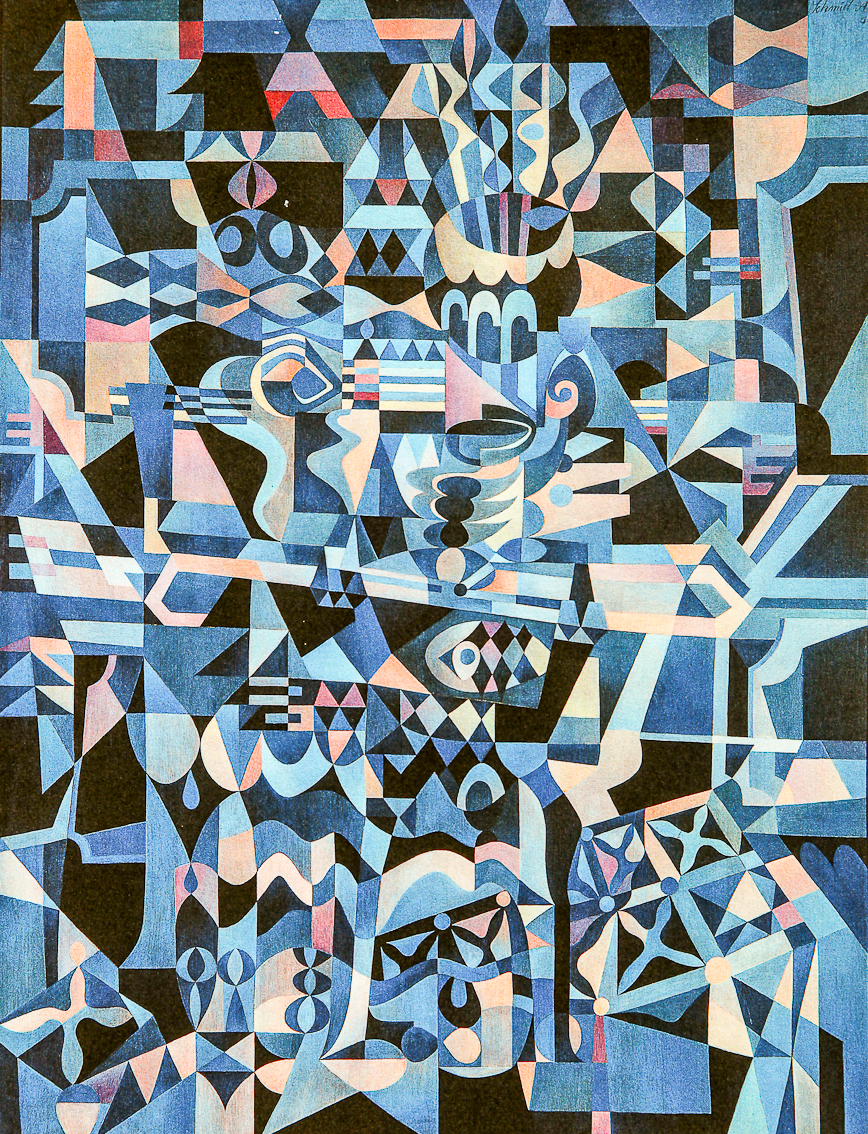
K.Schmid Der geteckte Tisch - “La tavola imbandita”, 1955 – Dipinto preparatorio per arazzo

"L’arte di Karl Schmid spazia dal lavoro strettamente naturalistico (illustrazioni scientifiche) alla composizione astratta".
"Conosce la padronanza delle più diverse tecniche grafiche, il suo lavoro si estende su una vasta gamma di materiali ed è, comunque, innegabile che il disegno abbia per lui la massima priorità".

### Opere realizzate su edifici
"Karl Schmid è stato un maestro nell’empatia con l'architettura moderna".
Alla fine degli anni settanta, l’ETH (Politecnico Federale di Zurigo) gli vuole conferire la laurea ad honorem in architettura, ma lui rifiuta. 
Realizza opere murali in scuole, edifici pubblici e privati nei Cantoni di Zurigo, Zugo, Grigioni e Ticino.

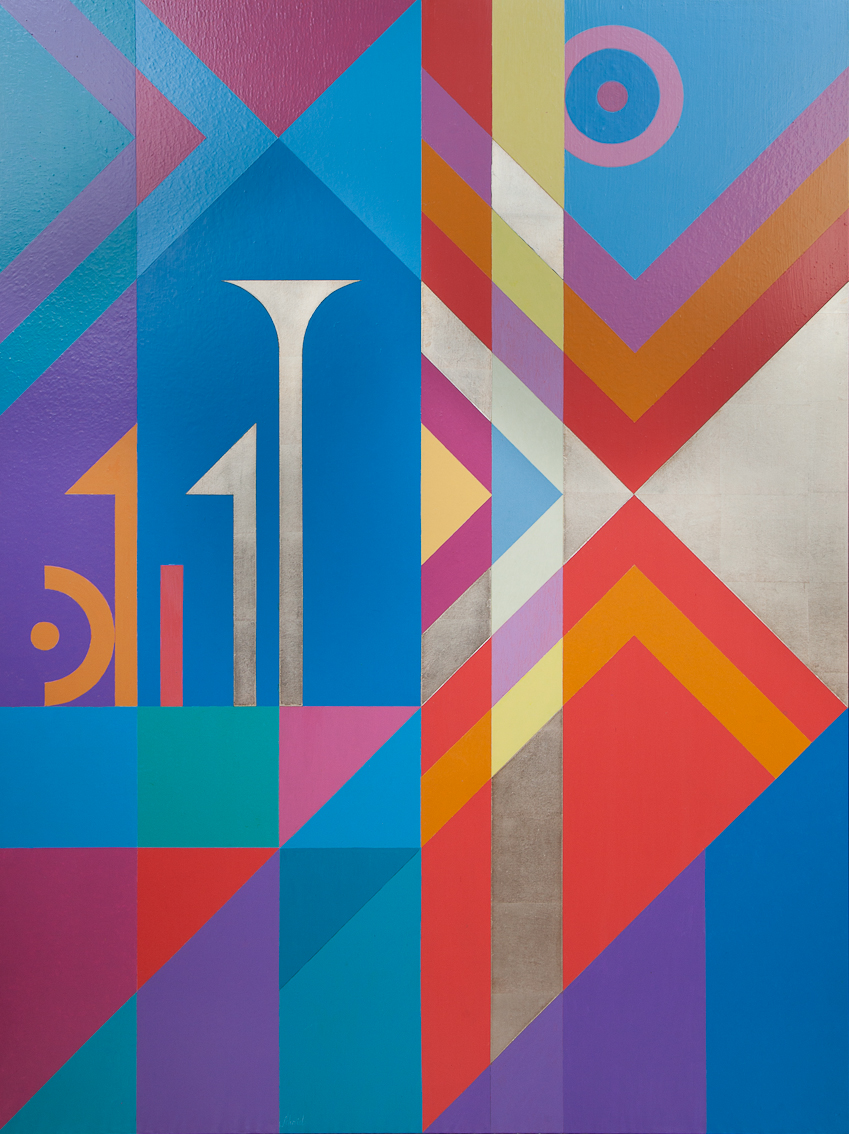
K.Schmid - Senza titolo (anni ’80) – Pittura acrilica su legno, 120 x 80 cm

Alcuni dei suoi lavori più importanti:
- 1965-66	Scuola materna "Altbach", Brüttisellen (ZH) - Pittura murale
- 1965-67	Schulhaus Gutschick, Winterthur[10] - 1965, Giardino dei simboli, rilievi in legno di quercia (atrio-piano terra), 1967 Pittura murale (entrata esterna)
- 1966		Casa di riposo Neubühl ZH-Wollishofen[11] - Dämmerung (Crepuscolo), pittura murale (scala), Segnaletica di direzione, in ferro (nell'atrio d'ingresso), Pittura murale con i segni dello Zodiaco, 12 segni zodiacali, rilievi in ferro a parete (uno su ogni ballatoio dei 12 piani)
- 1967		Stazione di ricerca Agroscope, Zürich - Fregio in cemento armato di 40 m sopra l’area d’ingresso (Betonfries)
- 1968		Complesso sportivo Trü, Scuol GR, Svizzera. - Pittura murale nella piscina coperta
- 1970		Scuola cantonale Rämibühl, Rämistrasse 58, Zurigo[12] - Pitture murali: refettorio, ingresso alla caffetteria, corridoi-garage, atrio-scale

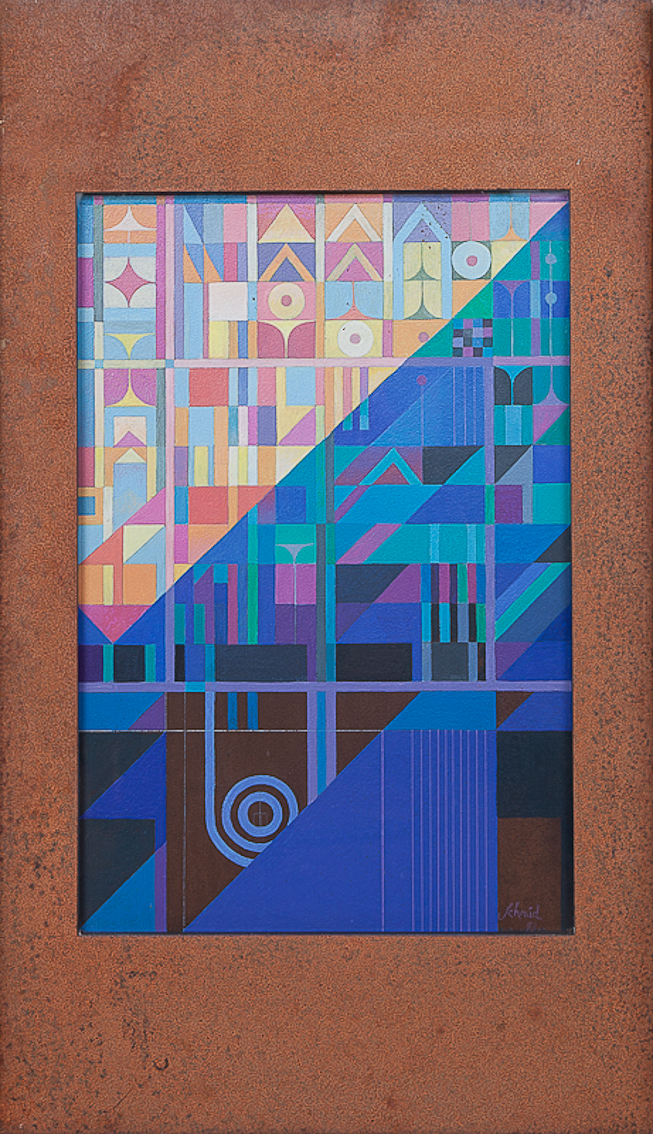
K. Schmid, Licht und Schatten - “Luce e ombra”, 1993 – Acquerello su cartoncino e cornice in ferro ossidato di K. Schmid, 70 x 41 cm

- K. Schmid, Licht und Schatten - “Luce e ombra”, 1993 – Acquerello su cartoncino e cornice in ferro ossidato di K. Schmid, 70 x 41 cm 1974		Cimitero Friedhof Uetliberg – Zürich[13] - Mosaico pavimentale
- 1975		Edificio residenziale, Klausstrasse 4, Zurigo - Paesaggio astratto - Androne d’ingresso e scale
- Anni ‘80	Casa Schmid – Lionza (Centovalli – Ticino) - Pittura murale esterna

### Mostre
Karl Schmid era un artista indipendente, idealista, riluttante a partecipare al mercato dell’arte. Preferiva vendere le sue opere direttamente ai collezionisti che conosceva personalmente. Le sue rare mostre sono state fatte solo su iniziativa di istituzioni pubbliche.

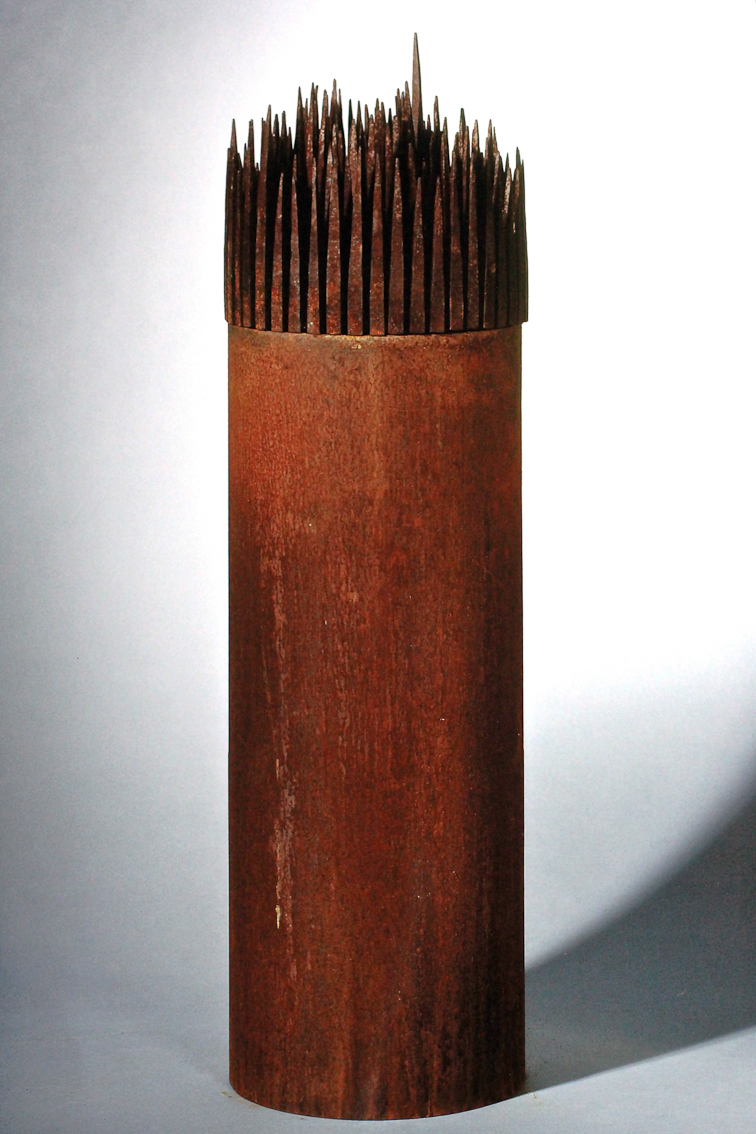
K. Schmid, Auschwitz (anni ’60) – Scultura in ferro ossidato, 145 x 45 cm

- Nel 1957 i suoi disegni sono esposti nella collettiva "Il disegno nell'opera di giovani pittori e scultori svizzeri", Berna, Kunsthalle, 3.8.1957- 8.9.1957.[14]
- La sua unica mostra antologica avviene nel 1965, insieme ai suoi studenti della Scuola di Arti Applicate: “Karl Schmid und seine Schuler” (Karl Schmid e i suoi allievi). Zurigo, Helmhaus 23.01-28.02.1965. In quest’occasione la Kunsthaus di Zurigo acquista il rilievo in legno di ciliegio Die Lustmühle Kanton Aarau.[15] (Il mulino del piacere nel cantone di Aarau).[2]
- Mostra personale nell’ambito della rassegna: Cinque artisti svizzeri alla SKA di Werdmühleplatz a Zurigo, dal 6.3.1991 al 19.4.1991.[16]
- Nel 2004 è stata organizzata dalla Fondazione Ritter-Hürlimann la mostra postuma Erinnerungen an Karl Schmid (Ricordi di Karl Schmid). Uster, Villa Grunholzer, dal 1.5.2004 al 16.5.2004.[17]

## Insegnante
Nel 1944 Karl Schmid inizia ad insegnare disegno scientifico alla Scuola di Arti Applicate Zurigo su invito del direttore Johannes Itten. Nel 1956 gli viene affidata anche la didattica di un corso preparatorio.
"Ha accettato questo compito di responsabilità con devozione paterna. (…) I suoi grandi modelli, Rudolf Steiner e Heinrich Pestalozzi, lo hanno ispirato a trattare i suoi studenti con il massimo rispetto. Ha portato molte nuove idee nel suo insegnamento, soprattutto a partire dagli esercizi più semplici. Ma egli esigeva che fossero realizzati con assoluta dedizione e con perfetta maestria artigianale. Ha costantemente guidato i suoi studenti a creare un legame con qualsiasi "bellezza" sognata con sensibilità, perseveranza e attenzione".
“Karl Schmid è un’insegnante nato. Gli elementi formali, i materiali, i processi creativi interiori sono ciò che trasferisce all’allievo. (…) Schmid non trasferisce uno stile all’alunno, ma il suo intero mondo in fermento”.

### Progetti realizzati con gli studenti
- 1958 - Il libretto Punktgeschichten / “Storie di punti”, realizzato come progetto di classe. "Con il più semplice degli strumenti - un chiodo acuminato - gli alunni hanno fatto incisioni su tavolette di legno di pero lucidato. Le matrici sono state poi stampate nella tipografia. Con questo asceticamente semplice esercizio di progettazione, gli studenti sono stati resi consapevoli dell'infinita ricchezza creativa che si può trovare in tutte le cose, anche nella più piccola possibilità creativa, il punto".[2]
- 1962 - Illustrazioni per un erbario: “Unkräuter”, (Malerbe) per la società Ciba-Geigy.[3]

"Tutte le piante selvatiche della Svizzera dovevano essere accuratamente rappresentate ad acquerello. L'intero lavoro dura sette anni e alla fine include circa 180 tavole ad acquerello elaborate con estrema precisione" Nello stesso periodo, un’esperienza didattica di design con gli studenti: un servizio da tavolo di posate in legno.
- 1965 - Riedizione grafica della “Historia Plantarum” di Conrad Gessner.[3]
- 1965 - Karl Schmid viene invitato dalla Kunsthaus di Zurigo ad esporre le sue opere nell'Helmhaus.[9]

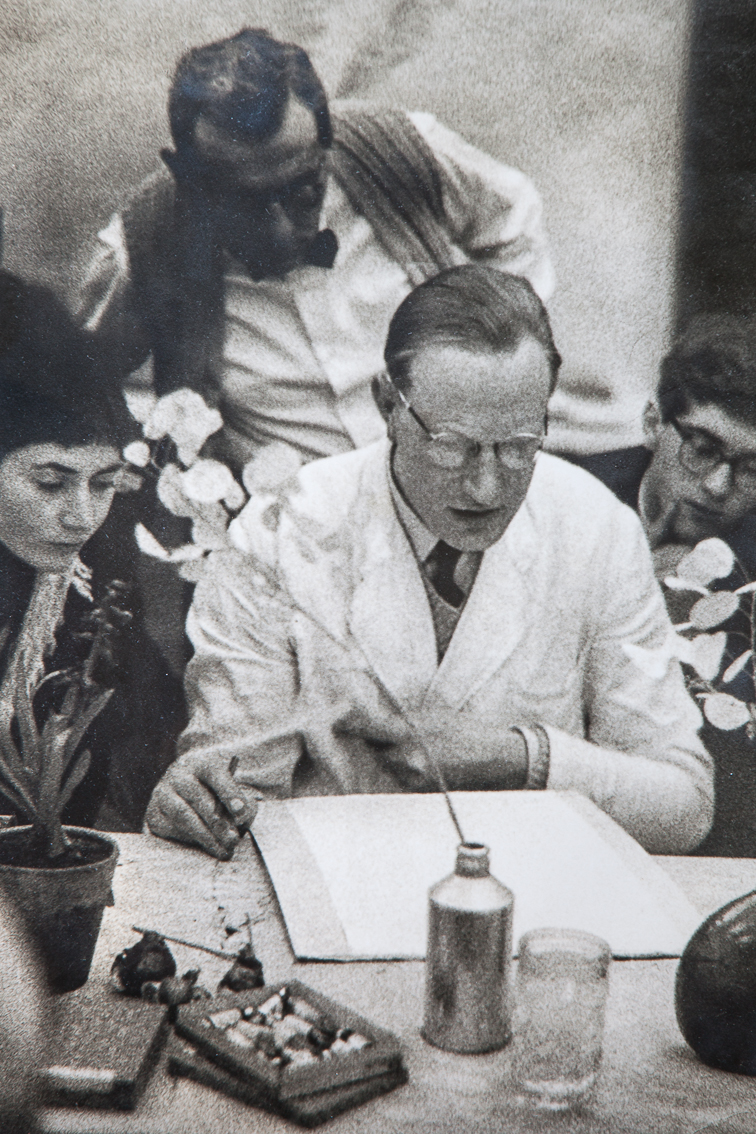
K. Schmid e i suoi allievi della Kunstgewerbeschule – Riproduzione di foto d’epoca (anni ’60)

"Acconsentì volentieri e suggerì di poter mostrare anche le opere dei suoi studenti del corso preliminare e della classe di illustrazione scientifica. Sentiva che il suo contributo educativo era una parte essenziale del suo lavoro creativo."
Max Bill, incaricato di fare una proposta di riforma per la Scuola di Arti e Mestieri, nelle sue conclusioni dichiara che l'istituto dovrebbe essere chiuso a causa dei metodi antiquati d’insegnamento. Ritiene innovativa soltanto la didattica di pochi corsi, tra i quali menziona quello di Karl Schmid.

### Allievi di Karl Schmid
- Oliviero Toscani, fotografo pubblicitario e di moda, scrittore, politico, comunicatore, creatore di corporate image e campagne pubblicitarie per Benetton, Chanel, Esprit, Fiorucci. Ha frequentato la Zürcher Kunstgewerbeschule nel 1961 .[18] Toscani ricorda che fu proprio lui ad indirizzarlo verso la fotografia: all’epoca avrebbe voluto diventare pittore. Schmid lo portò allo Zoo di Zurigo a disegnare animali (era un suo metodo pedagogico)[17] e dopo aver visto i suoi disegni gli consigliò di fare il fotografo.
- Harald Naegeli, allievo dal 1957 al 1962. Noto come lo sprayer di Zurigo, precursore della street-art alla fine degli anni settanta.
- Hans Ruedi Giger, dal 1959 al 1960. Pittore, designer, illustratore e scultore. Nel campo degli effetti speciali cinematografici, ha ideato, in collaborazione con Carlo Rambaldi, la creatura protagonista di Alien, Oscar ai migliori effetti speciali 1980.
- Kurt Laurenz Metzler, dal 1958 al 1963. Scultore
- Hardy Hepp, dal 1962 al 1966. Pittore, disegnatore e musicista.
- Fredi M. Murer, dal 1960 al 1964. Regista, sceneggiatore, narratore, fotografo e disegnatore.
- Ernst Ghenzi, 1951-54. Scultore
- Leo Paul Erhardt, 1966-68. Scultore e fotografo (ha collaborato con Toscani)